# Relator (dret)
En dret, el relator és el funcionari d'alguns tribunals superiors de justícia encarregat de realitzar la relació dels expedients judicials davant aquests organismes jurisdiccionals. La relació consisteix a donar a conèixer el contingut dels expedients judicials als jutges que formen part d'aquests tribunals, atès el seu caràcter col·legiat.

## Origen i història
Els relators neixen en el dret hispà per disposicions reials i el propi Fur Real —sobretot, en l'Ordenament d'Alcalá— i es regulen de manera més sistemàtica en la Nova Recopilació. Va haver-hi amb anterioritat figures semblants entre els oïdors ja en vigència les Set Partides. Les disposicions dels Reis Catòlics en les Ordenances de Medina i, més tard, de Felipe II, van acabar per configurar la figura.
Així, els relators eren aquells funcionaris públics als qui s'encarregava impulsar la tramitació dels assumptes pendents davant els òrgans judicials i altres de govern dels regnes. La figura original del relator era només judicial, però va acabar traslladant-se a les Reials Cancelleries i Audiències, per més tard arribar fins al Consell de Castella i altres Consells de govern de la Monarquia Hispànica.
Tant en un o altre àmbit, judicial o de govern, corresponia als relators tenir informats dels processos i tràmits pendents als jutges o autoritat corresponent, assegurar els expedients, garantir la seva custòdia i integritat, comprovar que els documents i testimoniatges que eren precisos es portessin a terme i, en general, mantenir l'ordre temporal i la correcció legal des de l'inici fins a la conclusió del procediment. La seva activitat finalitzava en relatar al tribunal o consell el contingut substantiu de l'expedient que havia anat conformant, perquè aquest dictés sentència o ordre i despatxés la mateixa per a la seva tramitació.
Al relator se li exigien coneixement dels processos, no tenir altres negocis, no ser part en els plets, portar per si mateix les relacions sense delegar-les, custodiar-les sota la seva clau, no permetre l'accés de tercers als expedients excepte expressa ordre superior, incloses les parts, a les quals no obstant això devien sempre mantenir al corrent dels terminis i drets que els assistien, i informar permanentment a l'òrgan del que depenien. Amb això es pretenia la independència del relator i la integritat del procediment. En molts sentits, la figura agrupava al que es coneix en l'actualitat com un secretari judicial, encara que també realitzaven funcions pròpies d'un jutge instructor. Amb el temps, l'àmbit d'actuació dels relators va quedar reduït als Consells Reials, Cancelleries i Audiències, i sempre que la Corona hagués d'intervenir, per si o per representant. En els altres àmbits judicials, la funció del relator l'havia de complir el propi jutge.
Els candidats a relator havien de ser triats pels mateixos òrgans als quals haurien de servir, convocats públicament mitjançant edictes i havien de demostrar suficiència en el coneixement dels procediments i perícia en el dret. Les ordenances reguladores que abasten una successió de normes des de 1480 a 1489, i les seves posteriors recopilacions, assenyalen el requisit de ser batxillers i llicenciats en Dret.